# Monica Strandberg
Monica Eva-Marie Strandberg, född 11 april 1960 i Kalmar, är en svensk grafiker och målare.
Strandberg, som är dotter till betongarbetare Arne Strandberg och Gun-Britt Niklasson, studerade vid Hovedskous målarskola i Göteborg 1977–1979 och vid Kungliga Konsthögskolan i Stockholm 1979–1985. Hon är verksam som grafisk konstnär och driver egen verkstad i Kalmar. Hon har hållit separat- och samlingsutställningar i bland annat Stockholm, Göteborg, Malmö, Kalmar, Hässleholm, Venedig och Helsingfors. Hon är representerad på Kalmar konstmuseum samt landsting och kommuner. Hon tilldelades Kalmar kommuns kulturpris 1981, Akademiens stipendium 1985, pris från Anna-Lisa Thomsons stiftelse 1985, Biennalstipendium 1985 och Kalmar läns landstings kulturpris 1987.